# Ali (ort)
Ali (kazakiska: Ölī, ryska: Али, kazakiska: Өли) är en ort i Kazakstan.   Den ligger i oblystet Almaty, i den sydöstra delen av landet, 1 000 km söder om huvudstaden Astana. Ali ligger 571 meter över havet och antalet invånare är 1 270.
Terrängen runt Ali är platt, och sluttar norrut. Runt Ali är det glesbefolkat, med 17 invånare per kvadratkilometer. Närmaste större samhälle är Otegen Batyra, 15,3 km söder om Ali. Trakten runt Ali består i huvudsak av gräsmarker.